# Teresa Roldán
María Teresa Roldán Arjona (El Cañuelo, Priego de Córdoba, 1962) es una investigadora española en el ámbito de la epigenética y reparación del ADN. Fue Vicerrectora de Investigación en la Universidad de Córdoba entre 2015 y 2018.

## Trayectoria
Se doctoró en biología en 1991 en la Universidad de Córdoba con la tesis titulada Comparación cuantitativa entre carcinogenicidad en ratas, mutagenicidad en bacterias (ensayo ara) y formación de aductos en el ADN, y posteriormente inició su trayectoria como docente universitaria desde noviembre de 1997 hasta agosto de 2018 en la misma universidad. Es catedrática de Genética y trabaja en el Departamento de Genética de la Universidad de Córdoba y en el Grupo de Epigenética (IMIBIC). Su investigación se ha centrado en el estudio de los mecanismos de reparación de ADN y su papel en el mantenimiento del genoma y del epigenoma en distintos organismos, incluida la especie humana.
Ha sido miembro del comité de Expertos Evaluadores del FP7, Erasmus + y H2020 de la Unión Europea. Fue nombrada Vicerrectora de Investigación en Universidad de Córdoba (octubre de 2015-2018). Es investigadora principal de proyectos del Plan Nacional de I+D+i, y de Excelencia de la Junta de Andalucía.

## Investigación
Roldán estudia cómo las células protegen y reparan su genoma o ADN y su epigenoma. Ambos pueden sufrir cambios en su estabilidad por exposición a factores externos como mutágenos ambientales y otros compuestos tóxicos y esto se ha relacionado con procesos de envejecimiento, desarrollo de enfermedades genéticas y con la aparición de cáncer. Ha llevado a cabo la identificación de una nueva ruta de reprogramación epigenética en plantas.
Divulga dichos conocimientos mediante la Impartición de seminario titulado: `Base excision in plants: at the interface between DNA repair and epigenetics´ (10 mayo 2019).
Un equipo de investigación de la Universidad de Córdoba (UCO) ha trasladado un proceso bioquímico natural en las plantas a células humanas para buscar la forma de evitar alteraciones epigenéticas en células tumorales.